# Вијадана
Вијадана (итал. Viadana) је насеље у Италији у округу Мантова, региону Ломбардија.
Према процени из 2011. у насељу је живело 14654 становника. Насеље се налази на надморској висини од 23 м.

## Становништво
| 1931.  | 1936.  | 1951.  | 1961.  | 1971.  | 1981.  | 1991.  | 2001.  | 2011.  |
| ------ | ------ | ------ | ------ | ------ | ------ | ------ | ------ | ------ |
| 17.637 | 18.165 | 17.953 | 16.379 | 15.895 | 15.983 | 15.984 | 16.933 | 19.157 |